# Kabócák
A kabócák (Auchenorrhyncha) a rovarok (Insecta) osztályába és a félfedelesszárnyúak (Hemiptera) rendjébe tartozó egyik alrend. Ez a félfedelesszárnyúak második legnagyobb és legváltozatosabb alrendje több mint 40 000 fajjal.
Legközelebbi rokonaik a poloskák, a levélbolhák, a levél- és a pajzstetvek.

## Származásuk, elterjedésük
A meleg és a mérsékelt égöv szárazföldi élőhelyein mindenfelé megtalálhatók (Rovartani).
Magyarországon 2005-ig 585 fajukat észlelték; ezek 12 családjukat képviselik:
- recéskabóca-félék (Cixiidae)
- sarkantyúskabóca-félék (Delphacidae)
- bőröskabóca-félék (Tettigometridae)
- pajzsoskabóca-félék (Issidae)
- bordásfejű kabóca-félék (csőrös kabócák, Dictyopharidae)
- lepkekabóca-félék (lepkeszárnyú kabócák, Flatidae)
- kabóca-félék (Achilidae)
- kabóca-félék (Tropiduchidae)
- énekeskabóca-félék (Cicadidae)
- tajtékoskabóca-félék (Cercopidae)
- púposkabóca-félék (Membracidae)
- mezeikabóca-félék (Cicadellidae)

(Dér)

## Megjelenésük, felépítésük
Testük hossza többnyire 1 cm körüli. A legtöbb mérsékelt égövi faj 1 cm-nél kisebb, a trópusiak ennél gyakran nagyobbak.  A legnagyobb termetűek az énekeskabóca-szerűek (Cicadoidea); ritka kivételként ezek magyarországi fajai is elérik a 3–4 cm-t. Legnagyobb képviselőjük, a császárkabóca (Megapomponia imperatoria) kb. 7 cm  hosszú.
Testalkatuk igen változatos; ennek példájaként a bordáskabóca-szerűek és a púpos kabócákat (Membracidea) szokás említeni. A lepkekabócák neve a lepkékéhez hasonló külsejükre utal. Főleg a bordáskabóca-szerűek között vannak élénk színű és mintázatú fajok is, de a többség jelentéktelen külsejű, barnássárga vagy zöldes rejtőszíneket visel (Urania).

### Fej
Fejük nagyon kevéssé mozgatható, a torral csaknem egybenőtt. A leggyakrabban felülről lapított, máskor kúpos, egyes bordáskabóca-féléké (Fulgoridae) hólyagszerűen felfújt. Elülső része a fejtető-homlok átmenettől meredeken lefelé hajlik, így a homlok és a fejpajzs oldalról nem látható. A fejtetőt egy hosszanti varrat esetenként két részre osztja (Dér). A fejtetővel egy síkban áll a tor eleje (az előhát), arcuk lefelé néz. Több csoportjuk — például a lámpahordó kabócák (nyelvújításkori nevükön: lámpapompályok) — feje erősen megnyúlt (Rovartani).
A fej két oldalán ülő, kerek vagy vese alakú összetett szemeik közepes méretűek; rendszerint 2, ritkábban 3 pontszemük is van (egyes fajoké visszafejlődött).
Szúró-szívó típusú szájszervük három ízből álló a szipóka. Ez a poloskákéhoz (Heteroptera) hasonlít, de azokétól eltérően nem a fej elején ered, hanem a hátul, a fej tövén (Urania).
Ugyancsak háromízűek a csápjaik: a két nagyobb alapízt egy rövidebb (az állat fejénél csak ritkán hosszabb) ár- vagy serteszerű végostor követi (Urania).

### Tor
Felülnézetben torukból az előhát és a pajzsocska látszik (előbbi az előtor, utóbbi a középtor része). A szarvaskabócák rendszerint rövid előhát gyakran tüskét vagy akár szélsőséges formájú nyúlványokat visel.
Az elülső szárnypár a második torszelvényen ered, a hátsó a harmadikon (Dér). Mindkét pár szárny hártyás, az első pár gyakran színes, mintázott. Nyugalmi állapotban a szárnyak háztető formában borítják testüket (Rovartani). Összecsukott állapotban a nagyobb és rendszerint keményebb, bőrszerűen megvastagodott elülső szárnyak befedik a lágy, legyezőszerűen összehajtott hátulsókat. A nőstények potroha tojócsőben végződik; a női ivarnyílás annak tövében alakult ki (Urania). Repüléshez a szárnyak összekapcsolódnak és együtt mozognak.
Az elülső szárnyat hosszában két részre osztja egy, a szárny töve és a szárny hátulsó szegélye között húzódó, majdnem egyenes varrat, a clavus árok. A két rész tudományos neve corium, illetve c1avus.
- A coriumon a szárny szélétől a c1avus felé haladva costalis, subcostalis, radialis, medialis, cubitalis ereket különböztetünk meg. Az ezek között kialakult, valamint a szárnyvégi cellák alakja, rajzolata, az ezeket határoló erek lefutása, végződése ugyancsak fontos határozó bélyeg.
- A clavus mező két erének lefutása szintén fontos bélyeg.

Két alcsalád:
- Typhlocybinae és
- Euscelinae

néhány fajánál az elülső szárny külső szegélyének közepén viaszmirigy található, és ennek váladéka kis, ovális viaszfoltként jelenik meg.
Gyakori a szárnyak polimorfizmusa, aminek eredményeként egy fajon belül eltérő mértékben fejlett:
- teljesen kifejlett szárnyú (macropter),
- részben elcsökevényesedett (stenopter),
- teljesen elcsökevényesedett (brachypter)

egyedeket találhatunk; ez a polimorfizmus gyakran nemhez kötött.
A tor hátán négy szakasz különíthető el egymás mögött:
- praescutum,
- scutum,
- scutellum,
- postscutellum.

Az ezeken lévő foltok és árkok fontos határozó jegyek (Dér).
A lábak ízei olyanok, mint a többi rovarcsoportnál:
- tompor (trochanter),
- csípő (coxa),
- comb (femur),
- lábszár (tibia),
- lábfejízek (tarsus).

Különösen a hátulsó lábszárakon gyakran erős tüskék vagy mozgékony serték nőnek, rendszerint hosszanti sorokba rendeződve. Ezek ugyancsak fontos határozó bélyegek lehetnek. A leggyakoribb családok közül a mezeikabóca-félék (Cicadellidae) hátsó lábán tüskesor, a sarkantyús kabócafélékén (Delphacidae) sarkantyú nő (Dér).
Az elülső csípők egymástól messze, az utolsók viszont már közel ízesülnek. Lábfejeik háromízűek (Urania).

### Potroh
Potrohuk többnyire hosszúkás, lapított henger, esetenként kúp alakú. Két fedőlemeze a tergit és a sternit, ezeket hártya köti egymáshoz. A potroh utolsó harmada a genitális és anális blokk, ezen találjuk a legfontosabb határozó bélyegeket. Ezzel együtt makroszkóposan csak a hím kabócákat lehet fajra pontosan. A határozás legfontosabb bélyegei:
- pygofor és függelékei,
- aedeagus,
- stylus,
- connectivum,
- ivarlemez és ivarbillentyű,
- anális cső és függelékei.

A nőstények ivari készüléke a fajok elkülönítésére általában kevéssé alkalmas, a nemeket leginkább a hetedik sternit lemez lefutása alapján azonosítják (Dér).
A hímek a potrohukban lévő hanghólyagon feszülő kitinhártya rezgetésével hangot adnak. A hímeknek és a nőstényeknek is van hallószerve. Az egyes fajok, csoportok hangja rendszertani jellegzetesség lehet (Rovartani).

## Életmódjuk, élőhelyük
Szabadon mozgó szárazföldi rovarok. A legtöbb faj kitűnően ugrik és repül. Virágos növényeken élnek, a lárvák és az imágók is azok nedveit szívogatják. Tápnövényválasztásuk szerint monofág, oligofág és polifág fajaikat különböztetjük meg, de a legtöbb faj tápnövénye(i) még ismeretlen(ek). Németországi adatok alapján a fajok nagyobb része egyetlen növényfajra specializálódik (monofág), ezt követik az egy-két növénynemzetségre, majd családra specializálódott fajok (Nickel, 2003; idézi Dér).
Táplálékforrásuk szerint megkülönböztetik floém-, xilém- és mezofillum-szívogató fajaikat — a fajok kb. 70%-a a floémet szívogatja. Mivel ez a folyadék sok cukrot tartalmaz, a floémet szívogató kabócák jellemzően mézharmatot termelnek. Ezek gyakran kerülnek szimbiotikus kapcsolatba különböző hangyafajokkal.
Megtalálhatók valamennyi szárazföldi növénytársulásban a tengerpartoktól a magashegységekig, a száraz gyepektől a mocsaras vízpartokig, a ruderális területektől a természetes vegetációig — de a leginkább az erdőket és a fűfélékben gazdag nyílt területeket kedvelik. Gyakoriságukat főleg a megfelelő tápnövény előfordulása befolyásolja, de jelentős szerepet játszik a mikroklíma és a vegetáció szerkezete is; a természetes ellenségek és ragadozók szerepe tisztázatlan (Dér).

### Szaporodásuk
A nőstények tojócsővel rakják élő vagy elhalt növényi szövetekbe, ritkábban a talajba petéiket. Ezek rendszerint megtermékenyített peték. A szűznemzés kivételesen ritka, az 1960-as évekig kimutatott egyetlen példája az Agallia quadripunctata faj (Urania).
Legtöbbször négy fejlődési stádium után érik el a kifejlett állapotot. Fejlődésük szélsőségesen hosszú ideig, akár másfél évtizedig is eltarthat (Rovartani).

### Élősködőik
Endoparazita élősködőik három legfontosabb csoportja:
- ollósdarázsfélék (Dryinidae),

- csupaszemlegyek (Pipunculidae),

- legyezőszárnyúak (Strepsiptera) lárvái.[3]

## Rendszertani felosztásuk
Az alrendbe két alrendágra tagolják összese tíz öregcsaláddal. Az alrendágak különbözősége szabad szemmel is jól megfigyelhető (Dér).
- énekeskabóca-formájúak (Cicadomorpha)
  - tajtékoskabóca-szerűek (Cercopoidea) Leach, 1815
  - énekeskabóca-szerűek (Cicadoidea)
  - púposkabóca-szerűek (Membracoidea)
  - †Hylicelloidea – triász; Közép-Ázsia
  - †Palaeontinoidea Handlirsch, 1906 – késő perm-középső kréta; Afrika, Ázsia, Dél-Amerika és Európa
  - †Prosboloidea – triász; Közép-Ázsia és Ausztrália
  - †Scytinopteroidea – triász; Közép-Ázsia
- bordáskabóca-formájúak (Fulgoromorpha)
  - bordáskabóca-szerűek  (lámpahordó kabócaszerűek, Fulgoridea Kirkaldy, 1907
  - † Coleoscytoidea Martynov, 1935 – perm; Oroszország
  - † Surijokocixioidea Shcherbakov, 2000 – perm-triász határ

## Gazdasági jelentőségük
A növényeket nem annyira szívásukkal károsítják, mint inkább azzal, hogy sokféle vírust és egyéb növénybetegséget terjesztenek.

## Kulturális érdekességek
Éneküket mindig sokan kedvelték. Platón Phaidrosz című művében azt írja, hogy Szókratész szerint a kabócák valamikor olyan emberek voltak, akik engedtek a múzsák csábításának, és addig táncoltak-énekeltek, amíg meg nem feledkeztek még az evésről és alvásról is, és ebbe belehaltak. A múzsák jutalmul az éhségtől és fáradtságtól mentes életet, valamint az egész életen át éneklés képességét ajándékozták nekik — kabócák alakjában. A görög mitológiában az énekeskabócák a halhatatlanság és újjászületés szimbólumai voltak. Életük ciklikusságáról először Arisztotelész írt Az állatok története című munkájában.
Lárváikat az ókori Hellászban és Rómában kedvelt csemegének ették, a vízben főtt kabócáról pedig úgy gondolták, hogy gyógyítja a hólyagbántalmakat.
Rejtő Jenő A tizennégy karátos autó című regényében Gorcsev Iván kabócának nevezi Verdier őrmestert, amiből a cselekményen végighúzódó szál lesz.